# Kellerspinne (Finsterspinnen)
Die Kellerspinne oder Keller-Finsterspinne (Amaurobius ferox) ist eine Webspinne aus der Familie der Finsterspinnen (Amaurobiidae). Sie ist die größte und zusammen mit der nah verwandten Fensterspinne (Amaurobius fenestralis) eine der häufigsten Arten der Familie in Mitteleuropa.

## Merkmale

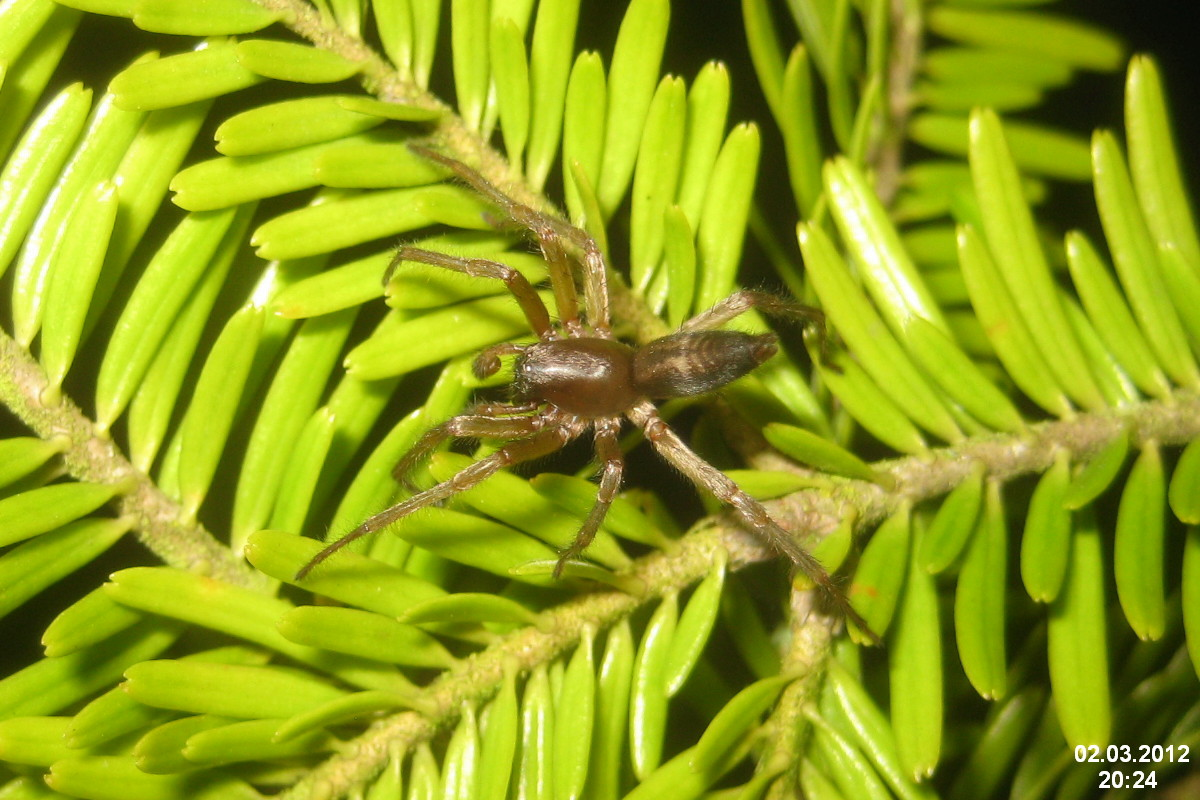
Männchen

Mit einer Körperlänge von 11 bis 16 Millimetern für Weibchen und 8 bis 10 Millimetern für Männchen ist die Kellerspinne ein größerer Vertreter der Finsterspinnen. Beide Geschlechter unterscheiden sich sehr, so besitzt das kräftigere Weibchen eine wesentlich dunklere bis fast schwarze Färbung, das Prosoma besitzt ein dunkles Rotbraun als Grundfarbe mit einer fast schwarzen Färbung an der Vorderseite. Das Opisthosoma ist nahezu schwarz gefärbt und besitzt vorne drei angedeutete helle Längsbinden und dahinter drei bis vier kleinere Winkelflecken, die unterbrochen oder verbunden sind. Diese Zeichnungen können auch abhängig von der Grundfärbung der Spinne verschieden ausgeprägt oder verwaschen sein. Das schmalere Männchen ist von hellbrauner Grundfärbung und seine Zeichnung ist meist deutlich kontrastreicher. Auffällig ist der große, weiße und blasenartige Fleck am Bulbus des männlichen Tieres. Die Cheliceren beider Geschlechter sind rotbraun bis schwarz gefärbt, das Sternum gelb.

### Ähnliche Arten

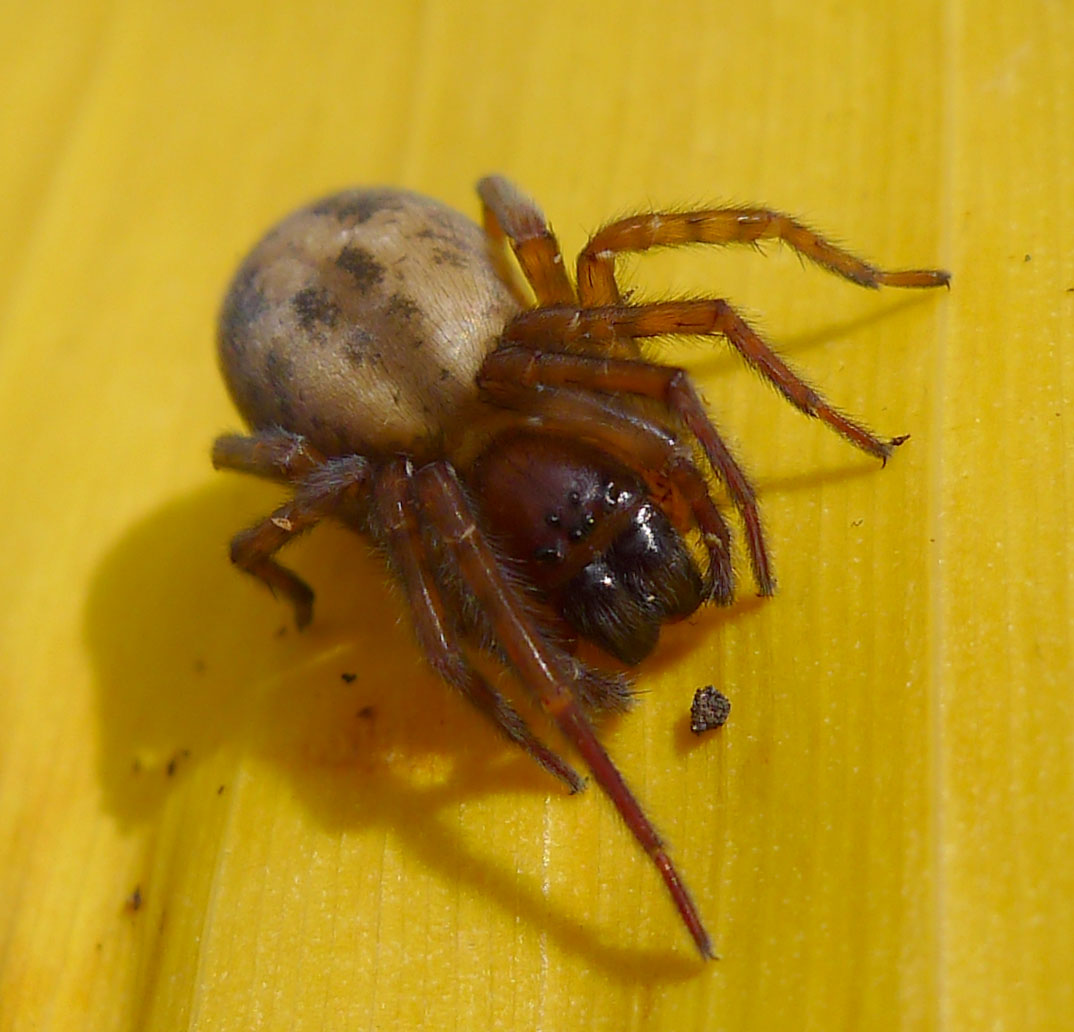
Weibchen der nah verwandten Fensterspinne (Amaurobius fenestralis)

Die Kellerspinne ähnelt anderen Finsterspinnen, besonders der Fensterspinne (Amaurobius fenestralis) und der Ähnlichen Fensterspinne (Amaurobius similis), die der gleichen Gattung angehörig sind. Eine weitere ähnliche und nah verwandte Art ist die deutlich seltenere und bislang nur in Ostdeutschland nachgewiesene Amaurobius jugorum, die sich von der Kellerspinne meist nur durch genitalmorphologische Merkmale sicher unterscheiden lässt.

## Vorkommen
Die Kellerspinne ist in Mittel- und Südeuropa weit verbreitet. Ihre deutsche Bezeichnung erhielt die synanthrope Art, da sie sich vorzugsweise im Siedlungsbereich und dort bevorzugt in Kellern, Mauerspalten und anderen weniger genutzten Bereichen von Häusern aufhält. Weitere Lebensräume sind Gärten, Ruderalvegetationen und Brachflächen. In den Alpen wurde die Kellerspinne auch in Wäldern unter Steinen gefunden.

## Lebensweise

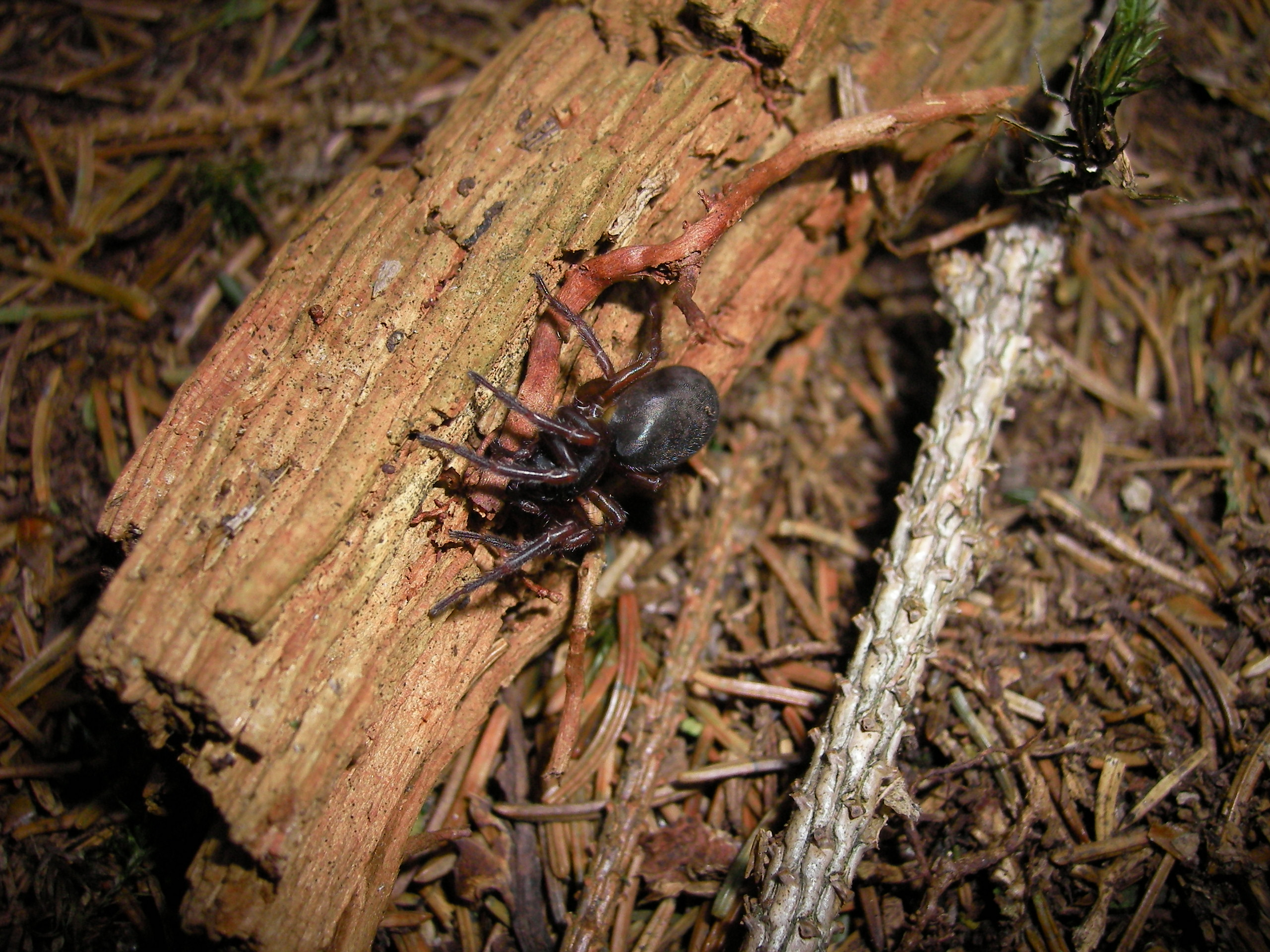
Nachtaufnahme eines freilaufenden Weibchens

Wie alle Finsterspinnen ist auch die Kellerspinne überwiegend nachtaktiv. Zu dieser Zeit kann man sie auch frei umherwandernd antreffen. Wie alle Finsterspinnen baut auch die Kellerspinne zum Beutefang ein Trichternetz. Dieses besteht aus cribellaten und strahlenförmig, teilweise aber auch unförmig angeordneten Fangfäden, die mit einer Kräuselwolle überzogen sind. Die Kräuselwolle besitzt im Neuzustand einen bläulichen Schimmer. Die Spinne hält sich in der beidseitig offenen Wohnröhre auf. Lediglich die vordere Öffnung ist direkt an das Netz gebunden. Die Spinne kommt hervor, sobald sich ein Beutetier auf dem Netz befindet, das mittels des Vibrationssinns wahrgenommen und geortet wird, packt es und zieht sich anschließend mit dem Beutetier in den Unterschlupf zurück, wo es verzehrt wird. Als Beutetiere kommen überwiegend andere Gliederfüßer in passender Größe in Frage.

### Fortpflanzung
Die Paarung der Kellerspinne findet im Frühjahr statt. Die Männchen kann man zu dieser Zeit oft frei umherlaufend auf der Suche nach dem Netz eines Weibchens vorfinden. Hat ein Männchen ein solches gefunden, beginnt es mit einer Balz, bei dem es anfangs Trommelbewegungen mit den Pedipalpen vor der Wohnröhre des Weibchens ausführt und anschließend mit den Beinen und dem Opisthosoma deutlich sichtbar zuckt. Ist das Weibchen paarungswillig, erscheint es einige Zeit (gelegentlich erst nach einigen Stunden) am Ausgang der Wohnröhre. Danach klettert das Männchen auf den Rücken des Weibchens, dreht sich um die eigene Längsachse und führt den ersten Bulbus in die Epigyne des Weibchen ein. Während der Übertragung der Spermatheken schwillt die Tasterblase an dem Taster, dessen Bulbus gerade eingeführt wird, stark an und fällt kurze Zeit danach wieder in sich zusammen. Zwei Sekunden danach trennen sich beide Geschlechtspartner. Anschließend beginnt der zweite Teil der Paarung, wofür das Männchen dieses Mal auf die Bauchseite des Weibchens klettert und nun den anderen Bulbus einführt und sich der Übertragungsprozess wiederholt. Nach der Paarung ist bei dem Weibchen ein Sekretpfropf sichtbar. Einige Zeit nach der Paarung legt das begattete Weibchen seinen Eikokon im Wohngespinst an. Das Heranwachsen der Jungtiere der Kellerspinne ähnelt dem der Fensterspinne. So stirbt auch die Mutter der Kellerspinne kurze Zeit nach dem Schlupf der Jungtiere und wird von diesen als erste Nahrungsquelle genutzt. Auch nimmt die Entwicklung der Jungspinnen mehrere Jahre in Anspruch. Diese dauert mindestens zwei, eventuell auch drei Jahre. Während die Weibchen der Kellerspinne ganzjährig zu finden sind, ist dies bei den Männchen nur vom Herbst bis zum Frühjahr der Fall.

## Bissunfälle und Giftigkeit
Bedingt durch ihre Größe einschließlich der der Cheliceren ist die Kellerspinne in der Lage, mit diesen die menschliche Haut zu durchdringen. Dies wird von der nicht aggressiven Art allerdings nur in größter Not, etwa bei Einquetschungen der Spinne getätigt. Der Biss kann schmerzhaft sein, ist aber im Regelfall ungefährlich. Als Symptome werden Schmerzen und Rötungen oder Schwellungen im Bereich der Bisswunde genannt. Die Schmerzen lassen meist nach 12 Stunden nach.

## Systematik
Erstbeschreiber Charles Athanase Walckenaer ordnete die Kellerspinne 1830 zur Familie der Sackspinnen und gab ihr die Bezeichnung Clubiona ferox. Bereits 1837 wurde von Carl Ludwig Koch die Zugehörigkeit zu denen der Finsterspinnen geändert und die Spinne erhielt den Namen Amaurobius cryptarum. Zwei Jahre später gab selbiger Beschreiber der Kellerspinne erstmals ihre heutige Bezeichnung. John Blackwall erwähnte die Kellerspinne 1859 und 1861 als Ciniflo ferox und Ciniflo mordax. C. L. Kochs Sohn Ludwig Carl Christian Koch setzte schließlich die Bezeichnung Amaurobius ferox durch, obgleich die Kellerspinne mehrere wissenschaftliche Synonyme erhielt.

## Galerie

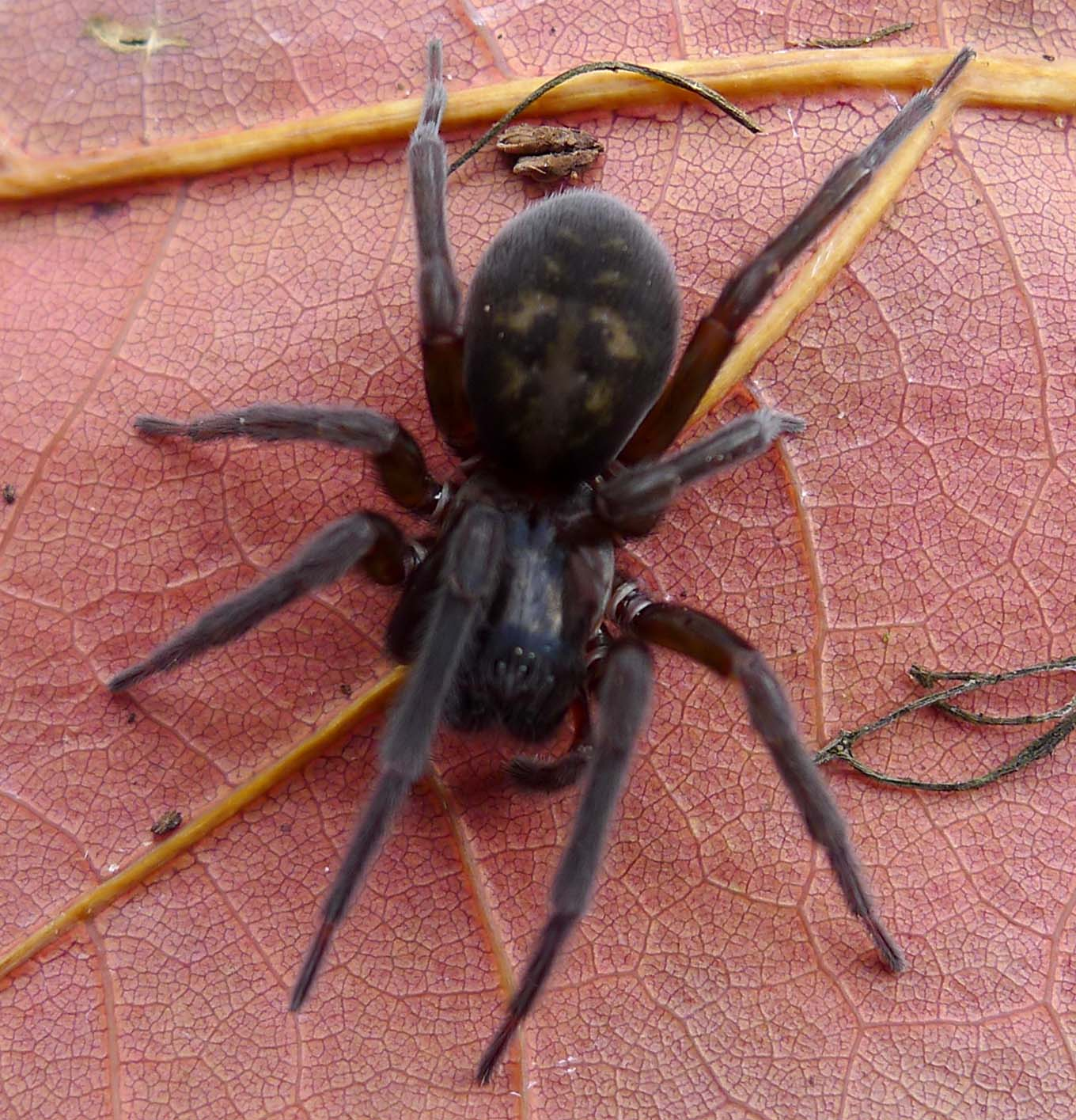
Draufsicht eines Weibchens
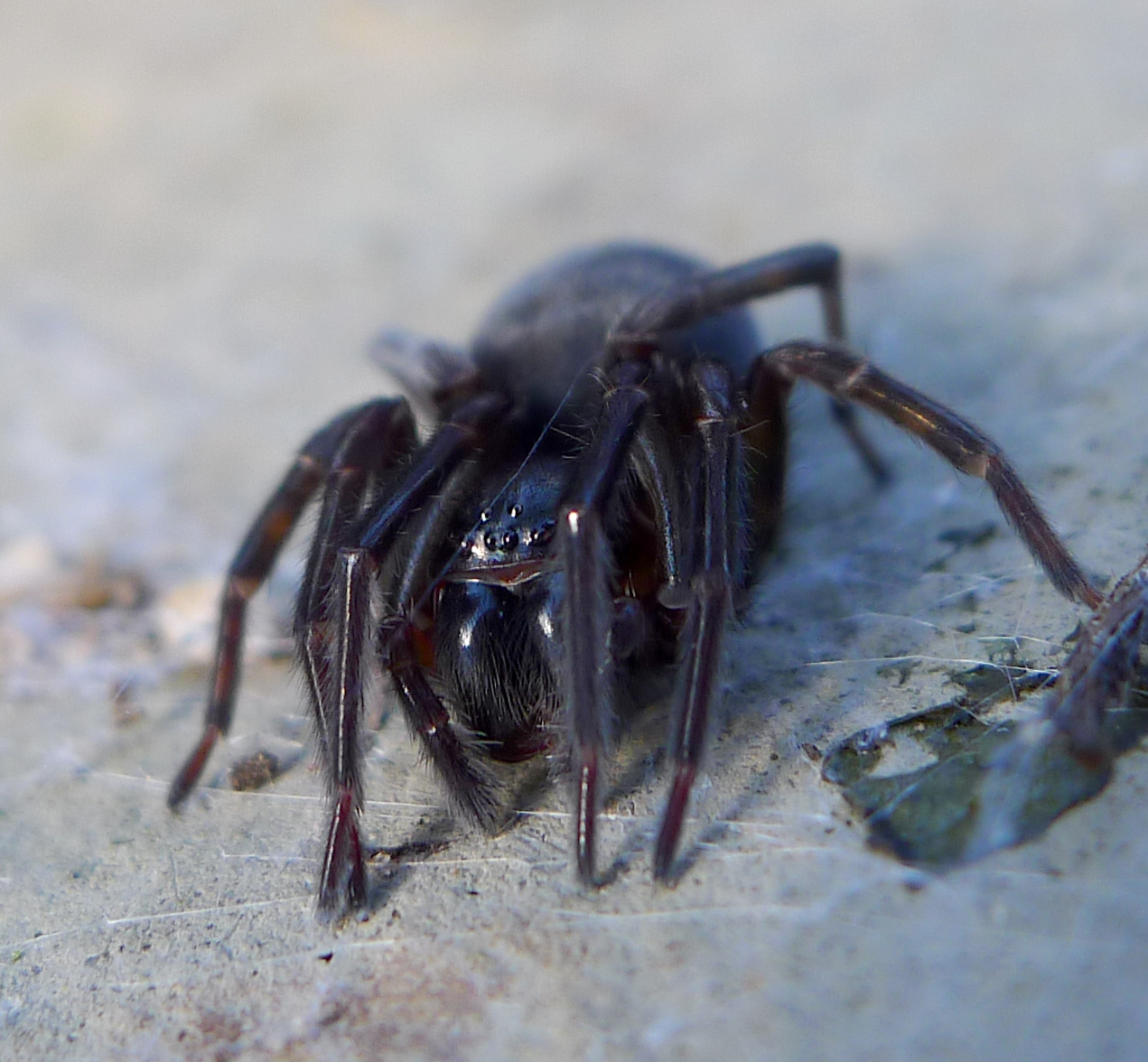
Nähere Frontalansicht eines Weibchens
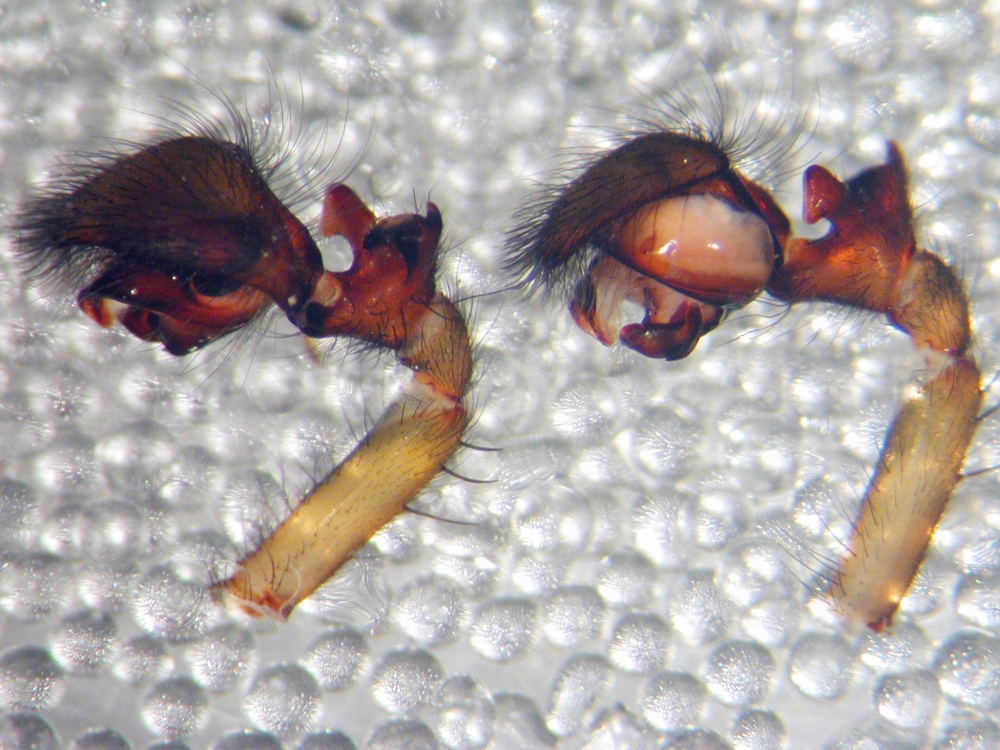
Bulbi eines Männchens
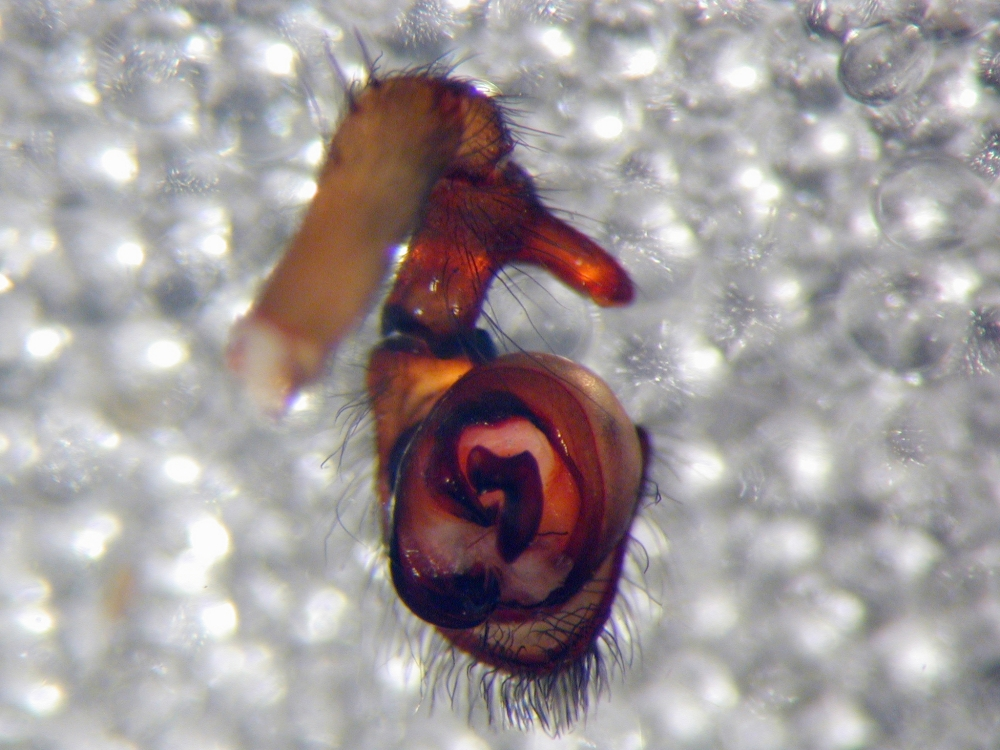
Dito